# アンソニー・ガット
アンソニー･ガット（Anthony-Gatto, 1973年 - ）はアメリカ人の元ジャグラー。ニューヨークのマンハッタン生まれ。10代で数々のチャンピオンシップで優秀な成績をおさめる。できる限り数多くの物体をジャグリングするナンバーズについて、多くの世界記録を持っている。トレーナーは元ジャグラーのニック・ガット(父親)が務めた。
2000年には、モンテカルロの『国際サーカス祭』で有名なゴールデンクラウン賞をジャグラーで初めて獲得した。

## 経歴
元シルクドゥソレイユ出演者。その舞台で、世界最高レベルの７クラブジャグリングを完全成功させた。ジャグラー時代は、8クラブジャグリングまでプレイした。

## 記録
リング
- 8 rings for 1 minute 17 seconds in 1989.[1]
- 9 rings for 235 catches in 2005.[1]
- 10 rings for 47 catches in 2005.[1]
- 11 rings for 17 catches in 2006.[1]
- 12 rings for 12 catches in 1993 (tied).[1]

クラブ
- 6 clubs for 7 minutes 38 seconds in 2005.[1]
- 7 clubs for 4 minutes 23 seconds in 2005.[1]
- 8 clubs for 16 catches in 2006.[1]

ボール
- 7 balls for 10 minutes 12 seconds in 2005.[1]
- 8 balls for 1 minute 13 seconds in 2006.[1]
- 9 balls for 54 seconds in 2006.[1]